# 独立リーグG
独立リーグG（どくりつリーグ・ジー）は群馬県サッカー協会主催による群馬県の大学・社会人サッカーの交流試合の大会。

## 概要
群馬県サッカー協会が群馬県内の大学・社会人サッカーチームのレベル強化の一環として2011年に立ち上げたものである。2012年は「Gリーグ」という呼称を採用している。

## 参加チーム

### 社会人チーム
- アルテ高崎（日本フットボールリーグ　第1回のみ。第2回の2012年は事実上活動休止状態であるため、この大会も参加辞退となった）
- ザスパ草津U-23（群馬県社会人サッカーリーグ2部。Jリーグ ディビジョン2所属・ザスパ草津の社会人育成チーム）
- tonan前橋サテライト（群馬県社会人サッカーリーグ1部。関東サッカーリーグ所属・tonan前橋の社会人育成チーム）

### 大学チーム
- 関東学院大学
- 上武大学
- 高崎経済大学
- 群馬大学

## 大会の運営方式
- 試合は45分ハーフ（ハーフタイム10分）とする
- 選手交代は何人でもよいが、前半戦に退場者が出た場合、後半の開始から1名補填が可能。

但し退場者のリエントリー（再出場)は認めない。
また後半戦の段階で退場者がいた場合はそれ以後の人数補填は不可とする。
- 退場者、並びに大会期間中の累計警告2枚を受けた選手は次回の1試合は出場停止とする
- 勝ち点　勝ち3、引き分け1、負け0
- 順位決定方式　勝ち点の多い順→得失点差（多いほう）→総ゴール数（多いほう）→直接対決の成績（1回総当り）→それでも決定しない場合は同順位